# أوجور (إيران)
أوجور هي قرية في مقاطعة سرعين، إيران. يقدر عدد سكانها بـ 366 نسمة بحسب إحصاء 2016.